# Micromega Micro M16
Micromega Micro M16 (Micro M16) је професионални рачунар, производ фирме Micromega који је почео да се израђује у Канади током 1977. године.
Користио је National PACE 16 16-битни централни микропроцесор а РАМ меморија рачунара Micro M16 је имала капацитет од 8 KB. 
Као оперативни систем кориштен је непознато.

## Детаљни подаци
Детаљнији подаци о рачунару Micro M16 су дати у табели испод.
|                       |                       |
| [ 1 ]                 |                       |
| Произвођач            |                       |
| Тип                   | професионални рачунар |
| Меморија              | 8 KB                  |
| Поријекло             | Канада                |
| Година                | 1977                  |
| Тастатура             | непознато             |
| Процесор              | 16-битни              |
| Фреквенција процесора | непознато             |
| RAM                   | 8 KB                  |
| ROM                   | непознато             |
| Текст                 | непознато             |
| Графика               | непознато             |
| Боја                  | непознато             |
| Звук                  | непознато             |
| Димензије             | непознато             |
| Портови               |                       |
| Оперативни систем     | непознато             |